# 王仁裕
王仁裕（880年—956年），字德輦，又稱為“詩窯”，唐朝天水人（今甘肅省天水縣）。 五代时期的文学家。

## 生平
先世太原人。祖父王义甫任成州军事判官，出生在西和县何坝镇马寨村，迁居秦州长道县碑楼川（今礼县石桥乡斩龙村）。
王仁裕生於唐僖宗乾符六年（880年），幼年失父，由兄嫂扶养成人，不好讀書，以狗马弹射为樂，二十五歲後，開始就学。最早為秦州判官，后入四川，担任前蜀后主王衍的礼部郎中、中書舍人、翰林院學士等职。同光三年（925年），前蜀灭亡，王仁裕入后唐任雄武军节度判官，后罢职归隐汉阳别墅，著有《归山集》五百首。不久王思同任命他为兴元军节度判官。歷仕後唐、後晉、後漢，後周時官至戶部尚書、兵部尚書、太子少保。後周世宗顯德三年（956年）七月十九日卒，年七十七。赠太子少师。

## 作品
王仁裕通曉音律，善观历象，著有《玉堂闲话》、《開元天寶遺事》、《入洛記》、《乘輅集》等。

## 考古发现
北宋李昉有《周故太子少师王公神道碑》，1983年在今礼县石桥镇斩龙村出土《周故太子少师王公神道碑》。《周通议大夫王仁裕墓志铭》，1986年5月出土，今存于甘肃礼县博物馆。